# Johnny Williams (Boxer)
Johnny Williams (* 25. Dezember 1926 in Barmouth, Wales; † 29. Januar 2007 in Bitteswell, Leicestershire) war ein britischer Boxer.

## Werdegang
Johnny Williams wuchs in Rugby auf. Seine Eltern waren Farmer. Als Kind begann er im Alter von 10 Jahren mit dem Boxen, betätigte sich aber später in der Leichtathletik, bevor er mit 16 Jahren erneut mit dem Boxen begann. Er bestritt auch einige Amateurkämpfe, ohne in diesem Metier zu großen Erfolgen zu kommen. Mit 19 Jahren war er aber zu einem jungen Mann von 1,85 m Größe und ca. 85 kg Körpergewicht herangewachsen. Auf Grund dieser hervorragenden körperlichen Voraussetzungen für einen Boxer wurde er dem bekannten Manager Ted Broadribb empfohlen, der Johnny Williams Ende des Jahres 1945 unter Vertrag nahm.
Am 12. Februar 1946 bestritt er dann als gut Neunzehnjähriger in Leicester seinen ersten Profikampf gegen Billy Rhodes, den er nach Punkten gewann. In den nächsten zweieinhalb Jahren bestritt Johnny Williams dann in England 28 Kämpfe, die mehr oder weniger alles Aufbaukämpfe waren. Von diesen 28 Kämpfen gewann er 25, verlor einen und kämpfte zweimal unentschieden. Er wurde in jenen Jahren von Freddie Mills, einem britischen Ex-Weltmeister im Halbschwergewicht trainiert. Auf Grund seiner Schnelligkeit erhielt Johnny Williams in jenen Tagen den Spitznamen der Walisische Blitz.
Am 18. Mai 1948 traf er in Coventry auf den ersten bekannten Gegner, Don Cockell, wie er ein aufstrebender junger Boxer, der ebenfalls darauf aus war, den Sprung in die englische Spitzenklasse zu schaffen. Johnny Williams verlor diesen Kampf nach Punkten. Am 27. Juli 1948 gelang ihm aber in Birmingham schon die Revanche gegen Don Cockell durch einen technischen K.-o.-Sieg in der 2. Runde.
Am 17. August 1949 betrat Johnny Williams dann auch die internationale Boxszene. In Porthcawl, Wales gewann er über 10 Runden sicher nach Punkten über den belgischen Meister Piet Wilde und schlug drei Wochen später in London auch den französischen Meister Stefan Olek nach Punkten. Nach diesen Siegen erschien Johnny Williams in der europäischen Rangliste der Schwergewichtler erstmals unter den besten zehn Boxern.
Am 17. Juli 1950 kämpfte Johnny Williams gegen den fast gleichaltrigen Jack Gardner in der Endausscheidung für einen Kampf und den British Empire Title im Schwergewicht. Jack Gardner gewann diesen Kampf über 12 Runden auf Grund seiner stärkeren Physis gegen den besseren Techniker Johnny Williams. Am 12. Dezember 1950 musste Johnny Williams im Kampf gegen Bill Weinberg eine vorzeitige Niederlage hinnehmen. Er trat zu diesem Kampf mit einer Armverletzung an, gewann aber trotzdem jede der ersten fünf Runden. In der 6. Runde wurde er von Weinberg bis "9" zu Boden geschickt und gab daraufhin diesen Kampf auf.
Am 5. Juni 1951 feierte Johnny Williams einen K.-o.-Sieg über den österreichischen Ex-Europameister Joe Weidin (Josef Weidinger), der seinen Titel an Jack Gardner verloren hatte. Am 14. Oktober 1951 boxte er dann erstmals außerhalb von England. In Dortmund traf er auf den Deutschen Heinz Neuhaus, der auf dem Sprung zur Nummer "1" in Europa war und in Johnny Williams ein leichtes Opfer sah. Heinz Neuhaus wurde von diesem aber eines Besseren belehrt. Johnny Williams lieferte gegen Neuhaus den besten Kampf seiner bisherigen Laufbahn und es war nur der Besetzung des Kampfgerichtes zu verdanken, dass der Kampf "unentschieden" gewertet wurde. Ted Broadribb war darüber so erbost, dass er drohte, die Boxer seines Stalles nie wieder in Deutschland antreten zu lassen.
Am 11. März 1952 fand dann in London der Revanchekampf gegen Jack Garnder statt. Es ging dabei um den British Empire Title und um die britische Schwergewichtsmeisterschaft. Johnny Williams war in hervorragender Form und gewann diese Titel durch einen überzeugenden Punktsieg nach 15 Runden. Nach einer erfolgreichen Titelverteidigung am 13. Oktober 1952 gegen Johnny Arthur, den er in der 7. Runde k. o. schlug, verlor Johnny Williams seine Titel am 12. Mai 1952 an Don Cockell, der Europameister im Halbschwergewicht geworden war, 1953 aber in das Schwergewicht wechselte. Vorher hatte Johnny Williams am 15. Februar 1953 auch schon die Bitternis einer K.-o.-Niederlage kennenlernen müssen, als ihn Heinz Neuhaus, wieder in Dortmund, in der 9. Runde vorzeitig auf die Bretter schickte.
Ab 1954 zeigte sich, dass Johnny Williams den Zenit seiner Leistungsfähigkeit überschritten hatte. Er gewann zwar zu Beginn des Jahres 1954 in Deutschland gegen den Europameister im Halbschwergewicht Gerhard Hecht durch K. o. in der 2. Runde und besiegte kurz darauf in Dortmund Hugo Salfeld überlegen nach Punkten, wurde dann aber am 6. Juni 1955 von Jack Gardner in der Endausscheidung um den British Empire Title in der 5. Runde ausgeknockt. Danach kämpfte er u. a. noch gegen den deutschen Ex-Europameister im Halbschwergewicht Willi Hoepner am 4. Februar 1956 in Frankfurt am Main unentschieden. Am 27. August 1956 verlor er aber in Cardiff gegen Joe Erskine im Kampf um die britische Schwergewichtsmeisterschaft nach Punkten und am 16. November 1956 gegen Joe Bygraves in der 6. Runde durch technischen K. o.
Er trat daraufhin zurück und betätigte sich für den Rest seines Lebens als Farmer.
Meisterschaftskämpfe von Johnny Williams
- 11. März 1952, Punktsieg gegen Jack Gardner im Kampf um den British Empire Title und um die britische Schwergewichtsmeisterschaft
- 13. Oktober 1952, Punktsieg gegen Johnny Arthur im Kampf um den British Empire Title
- 12. Mai 1953, Punktniederlage gegen Don Cockell im Kampf um den Britisch Empire Titel und um die britische Schwergewichtsmeisterschaft
- 27. August 1956, Punktniederlage gegen Joe Erskine im Kampf um die britische Schwergewichtsmeisterschaft